# 薬師寺克行
薬師寺 克行（やくしじ かつゆき、1955年 - ）は、日本のジャーナリスト、政治学者、東洋大学教授。
岡山県生まれ。岡山県立津山高等学校を経て、1979年東京大学文学部卒。朝日新聞社に入り政治部記者となり、首相官邸や外務省を担当。政治部長・論説委員、『論座』編集長などを歴任。2011年東洋大学社会学部教授。

## 著書
- 『外務省 外交力強化への道』岩波新書 2003
- 『証言民主党政権』講談社 2012
- 『激論!ナショナリズムと外交 ハト派はどこへ行ったか』講談社 2014
- 『現代日本政治史 政治改革と政権交代』有斐閣 2014
- 『公明党 創価学会と50年の軌跡』中公新書 2016

### 共編など
- 「90年代の証言」五百旗頭真,伊藤元重共編　朝日新聞社

『小沢一郎 政権奪取論』2006
『宮澤喜一 保守本流の軌跡』2006
『出井伸之 多様性への挑戦』2007
『外交激変 元外務省事務次官柳井俊二』2007
『森喜朗 自民党と政権交代』2007
『野中広務 権力の興亡』2008
『岡本行夫 現場主義を貫いた外交官』朝日新聞出版 2008
『菅直人 市民運動から政治闘争へ』2008
- 『村山富市回顧録』編 岩波書店 2012

## 出演番組
- 情熱報道ライブ「ニューズ・オプエド®」（NOBORDER NEWS TOKYO）